# 波塞申岩
波塞申岩（英語：Possession Rocks），是南極洲的岩石，位於瑪麗皇后地，處於諾斯克利夫冰川以東，海拔高度160米，由澳大拉西亞探險隊發現，現時由南極條約體系管理。